# Джонс, Артур Аллен
Артур Аллен Джонс (англ. Arthur Allen Jones; 20 август (22 ноября) 1926 год, Моррилтон, Арканзас — 28 августа 2007, Окала, штат Флорида) — основатель корпораций Nautilus, Inc и MedX, Inc и изобретатель силовых тренажёров «Наутилус» (англ. Nautilus), в том числе тренажёров для выполнения упражнения «пуловер», который впервые был продан в 1970 году.

## Биография
Артур А. Джонс родился 20 августа 1926 года в Арканзасе, вырос в округе Семинол, штат Оклахома.
В 1970 году Артур Джонс изобрёл серию тренажёров «Наутилус» для продвинутых атлетов, тем самым породив волну нового силового тренинга.
В 1986 году после оглушительного успеха тренажёров «Наутилус», предназначенных для изолированных пуловеров, Джонс продал свою компанию Nautilus, Inc. за 23 млн $. В 1996 году Джонс продал свою компанию MedX, Inc..
28 августа 2007 года Джонс умер в возрасте 80 лет от естественных причин в своём доме в городе Окала, штат Флорида. У него остались две дочери и два сына — Гари и Уильям Эдгара Джонс. Гари Джонс создал тренажёр «Hammer Strength» для силового тренинга.

## Достижения
Джонс был изобретателем-бодибилдером, основал корпорации Nautilus, Inc. и MedX, Inc. По оценкам финансовых аналитиков кассовые сборы Наутилус достигли рекордной суммы в $300 млн в год, после чего компания была продана 1986 году.
Тренажёры Наутилус и одноимённая компания сделали Джонса мультимиллионером, он вошёл в список Forbes — 400 самых богатых американцев 1982 года.
Он не был родоначальником интенсивного тренинга, но он был первым, кто так яро его продвигал в массы и сосредотачивал на этом столько внимания, популяризируя меж тем свои чудо-машины, которые были гораздо лучше конкурирующих в то время.
Эксцентрик, бунтарь и мизантроп Джонс, которого по праву можно назвать основоположником теории высокоинтенсивного тренинга и тем, кто впервые «автоматизировал» штангу. Он впервые продал свой тренажёр в 1970-м, прототип которого построил ещё в 1948-м во время учёбы в Университете Талсы.
Джонс выпустил около 400 000 устройств.

## Другие интересы
Джонс часто гордился своими начинаниями, которые он описывал как переход от упрямства и недальновидности к «специалисту». Он объяснял это отчасти его воспитанием в семье врачей, интересы которых ограничивались только медициной.
Джонс много путешествовал и рисковал, иногда с другом-авантюристом Роем Пиней, создавая лагеря в течение двух лет в разных местах, таких как Родезия (ныне Зимбабве) и Мехико. Его девизом был: «Женщины моложе, самолеты быстрее и крокодилы больше». Возле озера Элен во Флориде Джонс построил здание «Nautilus», которое стало домом «Одноглазого Джека» — крокодила 14 футов (4,3 м) длиной, Джонс пытался его вырастить до мировой рекордной величины. Он был также страстным поклонником ядовитых пауков и рептилий, большая коллекция которых была размещена в здании Nautilus.
Джонс был также создателем имения «Джамболэйр», первоначально созданного в качестве убежища 350 акров (1,4 км) для сиротских африканских слонов и других диких животных.
Джонс был опытным пилотом, налетавшем более 44 000 часов, что было особенно полезно для импортно-экспортных предприятий, которые он развивал.
Джонс также основал MedX, Inc., в которую он вложил миллионы для создания и тестирования специального оборудования на основе разработки физических упражнений и медицинских показаний.